# SOOP
SOOP（韓語：숲，中文：樹譜）是影片串流媒體直播平台並分為韓國與全球，韓國平台於2024年10月由AfreecaTV改為現名，全球平台於2024年11月正式上線。平台SOOP指的是一個自由的空間，任何人都可以隨時隨地進行交流，就像“森林”生態系統的良性迴圈。

## 歷史
2024年6月5日，SOOP公司（前AfreecaTV）宣佈推出全球直播平台「SOOP」的測試版，並將在6月底推出即時翻譯的字幕功能，以方便主播和使用者之間的交流。於今年第三季度，SOOP公司計劃將韓國AfreecaTV平台的名稱更改為SOOP，並重組整體服務。未來SOOP計劃以泰國市場爲中心，引進各國戰略，發掘地區主播，加強用戶流入，並將影響力擴大到以臺灣和北美爲中心的全球市場。
2024年6月12日，韓國以外的AfreecaTV用戶多語言服務結束並遷移至全球直播平台SOOP。
2024年10月15日，韓國AfreecaTV平台的名稱正式改為改為SOOP。
2024年11月22日，SOOP全球平台測試結束，正式上線。

## 平台應用
SOOP可在Google Play與App Store免費取得APP，也可在官方網站上使用。

## 相關項目
- AfreecaTV
- Twitch
- YouTube
- CHZZK

## 外部連結
- 官方网站
- SOOP韓國平台網站
- SOOP全球平台網站
- SOOP的Instagram帳戶（中文）
- SOOP的Facebook專頁（中文）